# Nikola Šainović
Nikola Šainović, cyr. Никола Шаиновић (ur. 7 grudnia 1948 w Borze) – serbski polityk, jugosłowiański działacz komunistyczny, w latach 90. jeden z najbliższych współpracowników Slobodana Miloševicia, od 1993 do 1994 premier Serbii, następnie do 2000 wicepremier Federalnej Republiki Jugosławii. Skazany przez Międzynarodowy Trybunał Karny dla byłej Jugosławii (ICTY) za zbrodnie przeciwko ludzkości i zbrodnie wojenne w trakcie wojny domowej w Kosowie.

## Życiorys
W 1977 ukończył inżynierię chemiczną na Uniwersytecie Lublańskim. Został etatowym działaczem Związku Komunistów Jugosławii. Był przewodniczącym zgromadzenia miejskiego w Borze i sekretarzem komitetu miejskiego partii komunistycznej. Po przemianach politycznych dołączył do postkomunistycznej Socjalistycznej Partii Serbii, w latach 1996–1997 był jednym z wiceprzewodniczących tego ugrupowania.
W 1989 został sekretarzem do spraw przemysłu, energetyki i inżynierii w administracji Serbii. W 1991 objął stanowisko ministra górnictwa i energii, później w tym samym roku powołany dodatkowo na wicepremiera serbskiego rządu. W 1992 został ministrem gospodarki. W lutym 1993 mianowany premierem Serbii, urząd ten sprawował do marca 1994. Przeszedł wówczas na stanowisko wicepremiera Federalnej Republiki Jugosławii, które zajmował do 2000. Był również deputowanym do federalnego parlamentu.
Należał do najbliższych współpracowników Slobodana Miloševicia. W 1998 został przez niego wyznaczony na specjalnego przedstawiciela w Kosowie, w którym trwała wówczas wojna domowa. Prowadzonego przez niego negocjacje z Albańczykami zakończyły się niepowodzeniem.
Od 1999 Międzynarodowy Trybunał Karny dla byłej Jugosławii prowadził wobec niego postępowanie w sprawie terroru i przemocy wobec kosowskich Albańczyków. W maju 2002 Nikola Šainović, nieprzyznający się do popełnienia zarzucanych mu zbrodni, dobrowolnie poddał się, po czym został przekazany do Hagi. Jako tymczasowo aresztowany oczekiwał na proces, który rozpoczął się w 2006. W 2009 w pierwszej instancji został uznany za winnego zbrodni przeciwko ludzkości i zbrodni wojennych (w tym deportacji i zabójstw) oraz skazany przez ICTY na karę 22 lat pozbawienia wolności. W wyniku apelacji w 2014 karę pozbawienia wolności obniżono do 18 lat.
W 2015 został zwolniony po odbyciu 2/3 kary, po czym powrócił do Belgradu. W tym samym roku dołączył do władz krajowych Socjalistycznej Partii Serbii.